# Erik Lindström (godsägare)
Carl Erik Rikard Lindström (i riksdagen kallad Lindström i Bollnäs), född 23 januari 1858 i Linköping, död 1 februari 1944 i Bollnäs, var en svensk godsägare och politiker (nationella partiet). Han var far till Gigge Lindström.
Efter studentexamen i Linköping 1876 utexaminerades Lindström från Ombergs skogsskola 1877 och från Skogsinstitutet 1879. Han blev extra jägmästare 1879, biträdande skogsförvaltare hos Ljusne-Woxna AB 1880, skogschef 1891 och var disponent där 1896–1912. Han var ledamot och ordförande i ett flertal flottningsföreningar och industriella företag samt flerårig verkställande direktör i Dala–Hälsinglands Järnvägs AB.
Lindström var ledamot av Gävleborgs läns hushållningssällskaps förvaltningsutskott från 1898 och vice ordförande där från 1911. Han var ledamot av Gävleborgs läns landsting 1890–1891 och 1893–1934 (ålderspresident där från 1923). Han var ordförande i Voxna landskommuns kommunalstämma, kommunalnämnd och fattigvårdsstyrelse samt i Bollnäs landskommuns kommunalfullmäktige, Han var riksdagsledamot i första kammaren 1918–1919 för Gävleborgs läns valkrets. Han inlämnade två egna motioner under sin tid i riksdagen; om ändring av kommunalförfattningarna och om anskaffande av havsisbrytarfartyg.
Lindström författade historiken Gefleborgs läns landsting 1863–1937 (1939). Han är begravd på Bollnäs kyrkogård.